# スズキ・スズライト

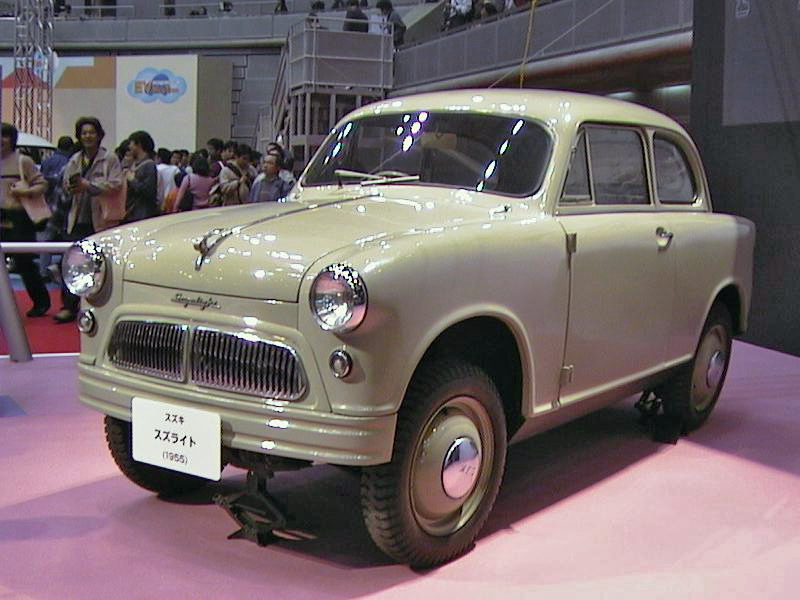
1956年 スズライト・SF型

スズキ・スズライト (Suzulight)は、日本の自動車会社の鈴木自動車工業（現・スズキ）が開発し1955年（昭和30年）に発売した軽自動車であり、同社が初めて生産した市販型4輪自動車である。
2008年（平成20年）に「その後の軽自動車のあり方を示唆、歴史に残る名車」と評価され日本自動車殿堂歴史車に選ばれた。また、本車の開発者で、後に鈴木自動車工業の取締役会長となる稲川誠一（1925 - 2016）も同時に殿堂入りとなった。

## 開発経緯

### 織機メーカーから自動車メーカーへ
1909年（明治42年）、大工から身を起こした鈴木道雄（1887 - 1982）によって静岡県に創立された鈴木式織機は、地元・静岡で自動織機の製造をはじめ、海外へも市場を拡大して順調に事業を拡大した。
1930年代、鈴木道雄は事業の多角化のため、自動車産業への進出を目指し、1936年（昭和11年）、イギリスの小型乗用車オースチン・セブンを導入して研究に着手。数台の試作車を製作した。しかし、折からの太平洋戦争の戦火拡大により、乗用車生産計画は中止に追い込まれた。
終戦後、織機需要の低迷で経営不振に陥った鈴木式織機は、経営改善のためその当時広まりつつあった自転車用補助エンジンの分野に進出、手始めとして、1952年（昭和27年）に自転車用補助エンジン「パワーフリー」、「ダイヤモンドフリー」を相次いで発売した。
1954年（昭和29年）には4ストローク90 ccの本格的小型オートバイ「コレダ」を発売し、徐々にバイクメーカーとしての地歩を固めた。6月には社名を鈴木自動車工業に改め、本格的な自動車メーカーへの進出の準備を開始した。二輪車事業の基礎を築いたのは、鈴木道雄の娘婿であった当時の常務・鈴木俊三（1903 - 1977）と、研究部長の丸山善九（まるやま・よしちか　1918 - 2000）らである。

### 鈴木道雄社長の切望
当時の日本はまだ戦後混乱期からの復興途中であった。多くの国産自動車メーカーは、乗用車分野では、アメリカ、イギリス、フランスのメーカーと提携、部品を輸入し、自らの工場で組み立てするノックダウン生産からスタートし、その部品を段階的に国産化（技術移転）する途上であった。
また「軽自動車」という規格はすでにあったものの、当時の技術では「乗用車」として成立することは不可能であると考えられており、フライングフェザーなどのように町工場規模で細々と製造されているに過ぎなかった。そして、軽自動車規格での乗用車開発は十分な資本力や技術力が投入されず、早々に頓挫する事例がほとんどであった。
1953年（昭和28年）末の時点で、俊三常務と丸山ら開発陣は自転車用補助エンジンの販売ビジネスによる鈴木式織機の経営改善に気を良くし、更に本格的なオートバイ開発へのシフトを進めた。一般的な考え方からすれば、無難で堅実なステップアップが図られつつあった。
ところが社長である鈴木道雄は、戦前に頓挫した四輪小型自動車開発への再挑戦を目論んでいた。半ば無謀であったが、道雄の四輪自動車自社開発への情熱はきわめて強いものであった。このため俊三も危惧を抱いて反対したが、義父を止めることはできなかった。
とはいえ、道雄も四輪車開発に、社内から大量の資金や人員を投入できないことは承知していた。このため、敢えて二輪部門の技術者を使わず、設計能力を持つ技術者少数を別部門から選抜することにした。そこで抜擢されたのが、自社生産本部所属で織機設計経験もあった3名の若手社員、稲川誠一、鈴木弘、島賢司であった。
1954年（昭和29年）1月、道雄社長の指示で社内に小規模な「四輪研究室」が設置されたが、配属された稲川たち3名は自動車運転免許も持っていない状態であった。4月に静岡大学卒の新入社員2名（内山久男、川島勇。共に後年、スズキの会長職や常務職を務めた）が配属されたが、2名とも大学時代に運転免許を取得していたのが配属理由であった。
社内からは「四輪開発は時期尚早」との批判も強かったが、鈴木道雄は自らの直轄部署として四輪研究室を庇護した。バックアップのため、俊三常務同様に自身の娘婿で、戦前に丸山善九と共に四輪車試作開発に取り組んだ経験のある取締役製造部長・鈴木三郎（1908 - 1995）に後援の指示を行うなどして、5名の研究員たちを公私ともに厚遇したという。

### 四輪自動車開発開始
手探りで研究を開始した稲川たちは、道雄社長に要請し、1954年2月以降、フォルクスワーゲン・ビートル、ルノー・4CV、ロイト・LP400、シトロエン・2CVを順次購入。試験運転すると共に、繰り返しての分解による研究も図られた。これに際しては戦前のオースチン研究に際して鈴木三郎部長の下で実際の分解研究に当たったベテランスタッフが四輪研究室に派遣され、ダットサンの分解などを実地に行って、研究室員たちを指導した。
元々の知識・技能が不十分だけに、相当部分で参考車両からの模倣に近い開発を行わざるを得ないことは、開発陣も承知していた。鈴木式織機の持ち合わせた技術や設備の範囲内で製造できなければならないという制約もあった。4ストロークエンジンや、エンジンの縦置きレイアウトは、カムシャフトの研磨装置やデフ用ハイポイドギアの歯切り機がなく、それらの高度な工作機械を購入するのは難しい、という理由で採用困難とされた。モノコック構造の導入も当時の鈴木が持っていた技術では難しかった。参考車両4車のうち、消去法でベース車として残ったのは、鈴木でも実績のある簡易な2ストロークエンジンを搭載し、エンジン本体を横置きにしているために特殊ギアを要さず、簡易なバックボーン・フレーム構造でシャシ製造の難度も低いと思われたロイト・LP400だけであった。
当時、まだ戦後の混迷期を脱したばかりの日本では、ようやく二輪車の普及が本格化してきたモータリゼーション初期段階で、もとよりタクシー用以外の乗用車需要はほとんど期待できず、四輪車と言えばトラックなどの商用車がメインであった。ロイトは排気量クラス、ボディサイズとも税金面などで維持の手軽な日本の軽自動車規格に比較的近く、前置きエンジン・前輪駆動（FF）方式でエンジンおよび駆動系が前方にあるため、商用車化しても荷室を大きく取りやすい。
こうして生産と販路の両面の制約から、ロイトを手本に試作車を製作することが決まった。

### 開発の進行
設計は、エンジンを稲川と内山、トランスミッションを鈴木弘と川島、車体を島が担当した。
当時の軽自動車規格の上限排気量は、4ストローク車が360 cc、2ストローク車が240 ccとなっており、当初は240 ccエンジンで計画された。また、参考になったロイトが強制空冷直列2気筒であったため、試作エンジンも同様の構造とした。単気筒エンジンに比べれば振動面では有利であった。このクラスの強制空冷式エンジンには遠心式のシロッコファンが多かった時代であるが、ロイトは騒音が高くなるものの効率に勝る軸流ファンを使っており、鈴木でもこれを模倣している。
エンジン設計自体はお手本のロイトエンジンの存在もあってさほど支障はなかったが、実際のエンジン製作が問題となった。鈴木ではオートバイ用の小さな単気筒エンジン製作経験は十分重ねていたものの、日本ではあまり例のなかった2ストロークの直列2気筒のエンジンブロックの鋳造は、織機部品の鋳造経験を重ねた鈴木のベテラン工員たちの手にも余り、失敗が続いた。やむなく当初の試作エンジンは名古屋市に所在し、大小のエンジン製造経験が豊富な旧・三菱系の中日本重工業に木型を持参して鋳造して貰ったという。アルミ合金製ピストンも1気筒あたり100 cc超え（試作当初120 cc、新規格対応で180 cc）で自動車向けのサイズ・用途のものを自製してみたが、経験不足で冷間時と熱間時のクリアランス両立がうまくできず、最終的に社外のピストンメーカーに製作を委託している。
ドライブジョイントについては不等速のL型ジョイントを含めてロイトの一切をコピーしたが、加工や強度確保に非常に苦心した。ジョイントを保護するゴム製のジョイントブーツも日本車にほとんど先例のないパーツで、後年まで耐久性確保に苦労したという。サスペンションは、試作段階ではロイトの横置きリーフスプリングによる独立懸架をコピーしたものの、市販時にはコイルスプリング独立（一種のウィッシュボーン式）に変更されている。これはオートバイ開発の経験しかない鈴木では自動車用リーフスプリングの十分な量産経験がなく、当初ある程度勝手のわかるコイルスプリングを使わざるを得なかっただけである。また、伸縮するドライブシャフトは簡易なキーを設けて設計したが、明らかに強度不足で破損が続出し、スプライン伸縮式に変更した。
一方で横置きエンジン車のため差動装置のギアは比較的単純なもので済んだ。そのための工作機械も稲川の知人で鈴木を以前に退社して関東の機械メーカーに転職した人物のつてを使い、中古の歯切り機を入手して済ませた。ダイナモなどの車載電装品は国内メーカーの日本電装にロイトのパーツを見本で渡し、それを参考に制作してもらった。
ベアシャシにシートのみを取り付けた形での試走を開始するとたびたび故障したため、逐次部品の強化が図られ、ボディ完成直前にはこの状態での浜名湖一周走行に成功した。
このような開発が続く間、社長の鈴木道雄は頻繁に上京して監督官庁である運輸省を訪ね、調査や当局への根回しに努めると共に、始終四輪研究室を訪れ、研究員たちよりも早朝から研究室に陣取るほどの熱心さで研究員たちを督励したという。道雄が自動車開発にいかに執心していたかがうかがえる。
| （参考）ロイトLP400    |                               |                     |        |
| 全長×全幅 ×全高 (mm)   | 3,450×1,290 ×1,410            | ホイールベース (mm) | 2,000  |
| エンジン形式           | 強制空冷 2ストローク直列2気筒 | 排気量 (cc)         | 386    |
| ボア×ストローク （mm） | 62.0×64.0                     | 圧縮比              | 6.8    |
| 最高出力 (ps/rpm)      | 13/3,750                      | タイヤ              | 125-15 |

### 試作車完成
1954年9月、製作開始からわずか半年ほどで、ロイトを手本にした左ハンドルの試作車2台が完成した。
試作車ボディは、戦前のオースチンベースの試作車を手がけた経験のある鈴木出入りの平岡ボデー社員の板金職人たちが、少人数の手叩きで作ってのけた。形態はロイトに酷似しており、寸法を軽自動車規格に調整したぐらいの差異であった。
エンジンについては、6月に社名を鈴木自動車工業に変更してからほどなく、試作240ccエンジンが完成し、焼き付きなどの問題に直面しながらも試行錯誤で実用水準への改良を進めた。しかし、元のロイトが400ccであるのに、鈴木試作エンジンは240 ccで、軽乗用車のエンジンとしても非力さを否めず、技術陣はこれを危惧していた。
ところが1954年10月、軽自動車の2ストロークエンジンの上限排気量は、翌1955年（昭和30年）4月以降、4ストローク同様の360 ccに拡大されることが決定した。360 cc2ストローク車を軽自動車として市販できる見込みが立ったのである。このため鈴木でも急遽エンジンを360 cc級にスケールアップ、ロイトに近い性能を確保できることになった。
出来上がった試作車2台は、浜松周辺の公道で早速テスト走行に入り、耐久性問題の洗い出しが図られた。
意を強くした鈴木道雄は、当時既に輸入車ディーラーの代表格であった梁瀬自動車の経営者・梁瀬次郎に、自社の試作車の判定を仰ぐことを決意する。そこで道雄は、試作車を東京の梁瀬自動車まで自走させるという大胆な挙に出た。
1954年10月25日午前2時、道雄社長の招集により、鈴木三郎部長と、稲川誠一ら四輪研究室メンバー5名が、浜松市内の道雄の自宅に集められた。開発陣一同は試作車2台に分乗、乗員以外の空きスペースにはスペアパーツや工具を詰め込んで、道雄社長を乗せた伴走車のフォルクスワーゲンと共に夜明け前の浜松を出発した。試作1号車は川島勇が、そして2号車は鈴木三郎がそれぞれ運転した。
車列は当時まだ悪路の多かった国道1号を大きなトラブルもなく走り続けたが、途中最大の難所・箱根の山越えでアクシデントが生じた。1号車は好調に峠まで登り切ったものの、2号車がオーバーヒートで焼き付きを起こしたのである（稲川によれば、1号車の川島はエンジンをよく回していたので勢いがあったのに対し、鈴木三郎は低速ギアで引っ張る運転が災いしてオーバーヒートを誘発したらしい）。やむなく2号車に同乗していた稲川ら2名が下車、荷物も下ろし、マフラーを外して爆音を立てながら、途中幾度も休みを入れつつ、ようやく峠を登り切ったという。
このため東京到着は遅れ、ゴールの梁瀬自動車芝浦工場着は実に夜11時となったが、梁瀬次郎は工場で自社スタッフと共に待機して一行を出迎えた。梁瀬は試作車を検分し、深夜の工場周辺で試作車を自ら乗り回すなどして、日付の変わった夜半過ぎまでテストを続けた。運転を終えた梁瀬は、試作車の改良すべき点を多々指摘しながらも概して好意的な評価を与え、鈴木道雄と開発スタッフを力づけた。浜松出発からテストを終えるまでほぼ24時間、「スズライト」開発途上におけるもっとも長い一日であった。

### 市販へ
1955年（昭和30年）4月には、鈴木独自の2ストロークエンジンに換装した試作第3号車が完成。長距離試験を重ね、耐久性の問題を着実に解決していった。更にボディバリエーションも商用型のライトバンとピックアップトラックが追加された。ステアリングも日本で通常型である右ハンドルに変更されている。
こうして7月には名古屋陸運局（当時）に申請、7月20日付で運輸省のセダン、ライトバン、トラックの型式認定を取得。軽自動車としては第23号の型式認定であった。乗用車は、初めての4人乗り可能な四輪軽自動車となった。
「スズライト」の名前の由来は、「スズ」は「鈴木」の社名から、「ライト」は「軽自動車」の「軽」の英語訳を綴ったものである。
なお、スズライトの最初のユーザーとなったのは、発売翌月の8月にセダンを購入した地元静岡県内の御前崎の女性開業医であったという。当時の軽自動車は比較的容易に取得できる二輪車免許を持っていれば運転できたため、普通自動車免許の運転講習を受ける暇のない開業医が買い求め、往診の足に使ったのであった。
宿願の四輪車開発を実現させた鈴木道雄は、1957年2月、70歳を迎えたのを機に社長職を退き、実家の家具店経営者として余生を送った。以後の鈴木自動車工業では、娘婿の俊三専務が社長職に就任、オートバイと軽四輪自動車の両面で徐々に業界の主要メーカーとしての地位を確立して行くことになる。

## 歴史

### 初代（1955年 - 1959年）
- 1955年（昭和30年）10月デビュー当初は、セダンのSSとライトバンのSL、ピックアップのSPの3タイプが用意され、翌月にはデリバリバン(SD)も追加されたが、販売が伸び悩んだ。前後輪ともダブルウィッシュボーン／コイルの4輪独立懸架方式のサスペンションでフロントにはボールジョイントを採用していたが、当時の日本の悪路ではサスペンションの耐久性に問題があり、1956年（昭和31年）2月にフロントサスペンションがリーフ式に、7月から前後輪とも横置きリーフ式の独立懸架に改められた[4]。
- 1956年 (昭和31年)
  - 4月にエンジン出力が18 PS/4,200 rpmに向上[4]。
  - 11月には、タイヤを4.00/16-4PRから4.50/14-4PRの小径サイズに変更し、乗り心地を大幅に向上[4]。
- 1958年 (昭和33年)
  - 1月に車種整理を行い、ライトバンSL型のみの販売となる[4]。
  - 10月に発売された最終型は、ツートンカラーにサイドモールが付いて乗用車的なイメージが強調された[4]。
- 1959年 (昭和34年)
  - 1月[5]に生産終了。在庫販売体制に入る。
  - 7月に2代目と入れ替わる形で販売終了。

- 発売当初から、コラムシフトと空冷エンジンの廃熱を利用するヒーターを備えていたことは特筆に値する。
- スズライト発売当時の国産乗用車は、トヨペット・スーパーRHK、ダットサン110、いすゞ・ヒルマン・ミンクス程度で、あとはトラックのみという状況だった。そのため純粋な乗用車用タイヤはまだ存在せず、4.00-16-4PR・16インチという軽自動車にはスペース効率面で不利なタイヤを選択せざるを得なかった。また、開発のベースとなったロイトが15インチサイズのタイヤを採用していたこともあり、パッケージングにおける弱点としての認識は薄かったものと思われる。しかし、1956年11月に4.50-14-4PR・14インチの一回り小さいサイズに変更された後、1959年の2代目スズライトTLから、4.50-12-4PR・12インチサイズを採用。より軽自動車に相応しいパッケージング構築が可能になった。

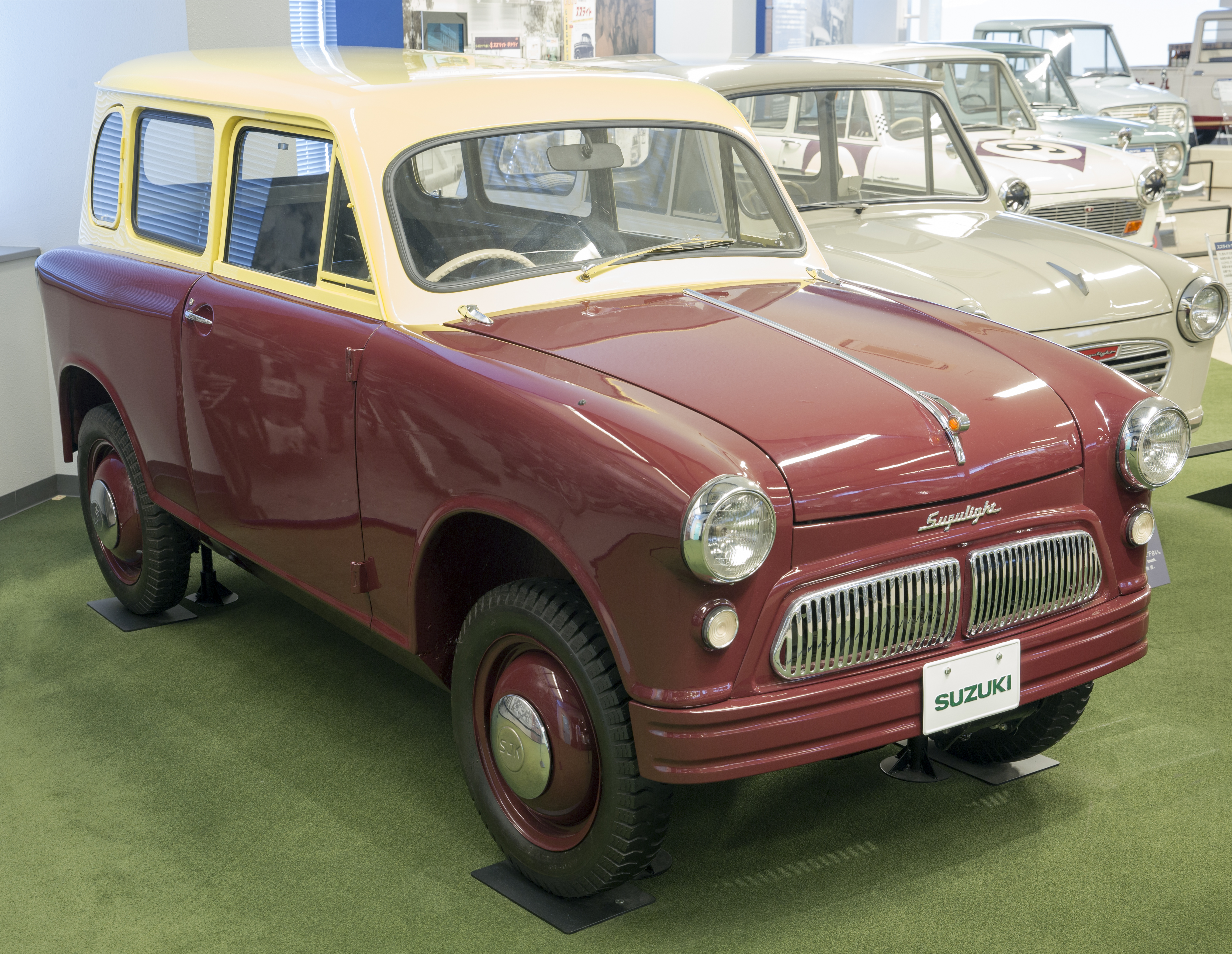
SD型デリバリバン
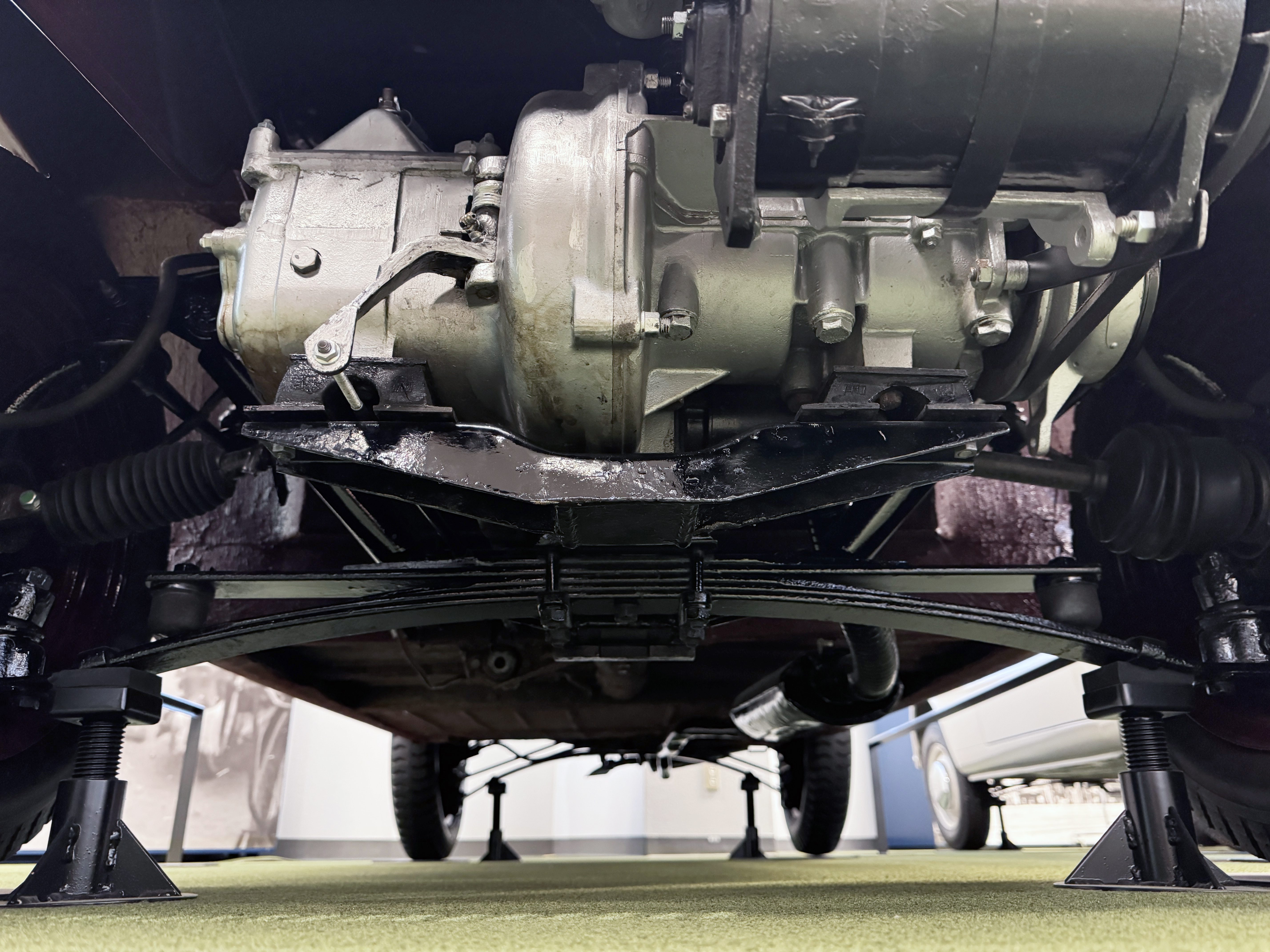
エンジン

### 2代目（1959年 - 1968年）
- 1959年
  - 7月、ニューモデル、スズライトTLの生産が始まり、発売と同時に好調な販売で同年12月には生産が200台／月が2年後の3月には1000台／月となった。
- スズライトTLはライトバンのみの設定だったが、これは商用車には物品税が課税されないことが大きな理由であった[7]。先代と比べて低められた車高、12インチに小径化されたタイヤ、50 mm伸びたホイールベース等により、非常にスタイリッシュなデザインが好評だった[7]。イギリスのミニに似ているが、ミニ登場以前の1957年8月には開発が始まっていた。
  - 12月、発表時に目標として掲げていた月産200台を達成[6]。
- 1961年、第8回東京モーターショーで「スズライトスポーツ」が披露された。駆動方式はRRとなっており、アイデアがフロンテの2代目に引き継がれているのが分かる[8]。
  - 同年の一部改良では、フロントグリルがクロームメッキのプレス製となり、バンパーもメッキモールとなった[6]。
- 1962年3月、スプリングレートを落とし乗り心地を改善、装備を充実させ乗用車仕様とした「スズライトフロンテTLA」が発売された。
  - 同年の一部改良では、ラジエーターグリルが大型化され、サイドモールを装着するなどの変更が行われた他、バックドアもそれまでの横開きから、上下分割タイプになっている[6]。
- 1967年、セダン販売終了[6]。
- 1968年、バン販売終了[6]。スズライトの商標は13年の歴史に幕を下ろすこととなった。

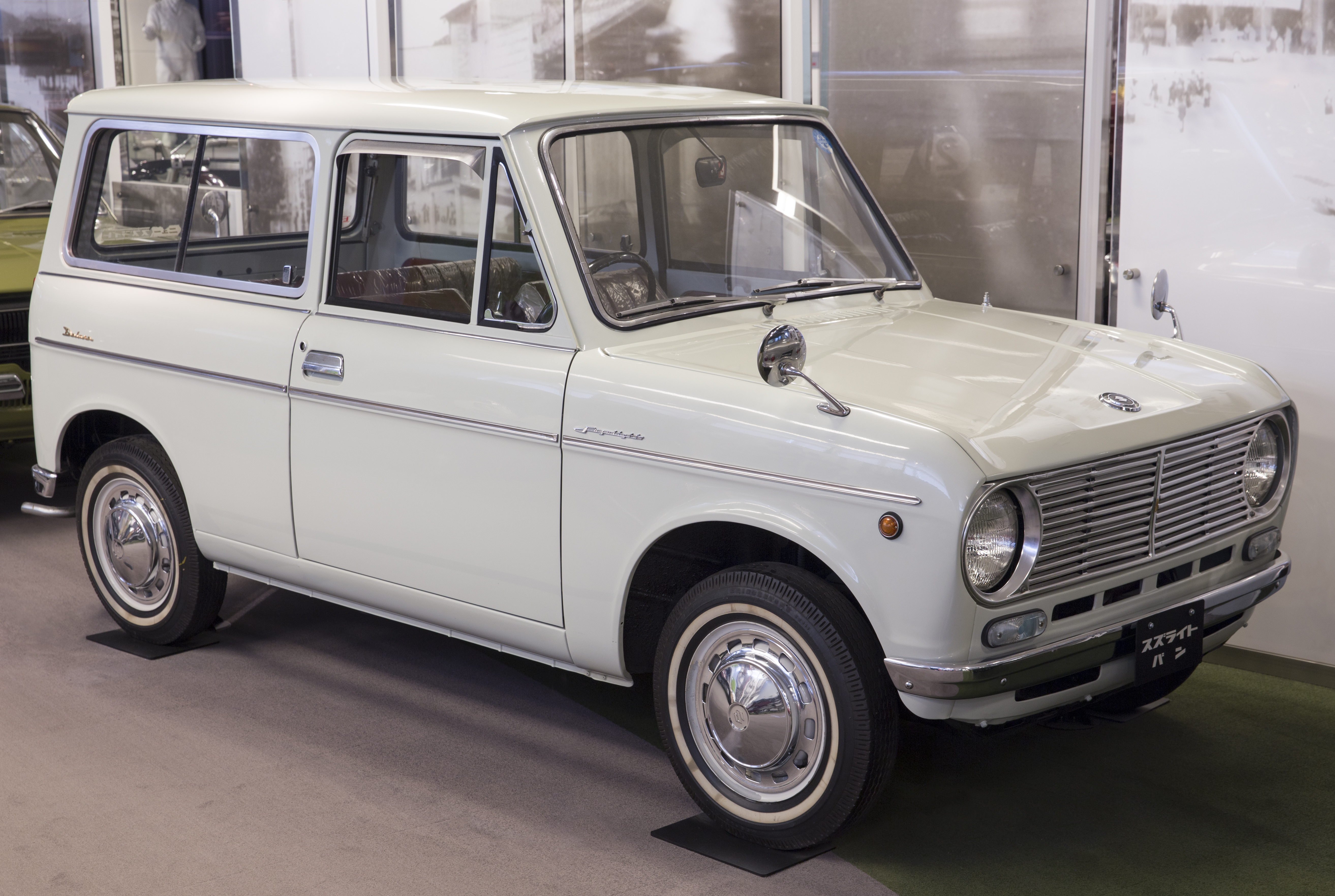
バン
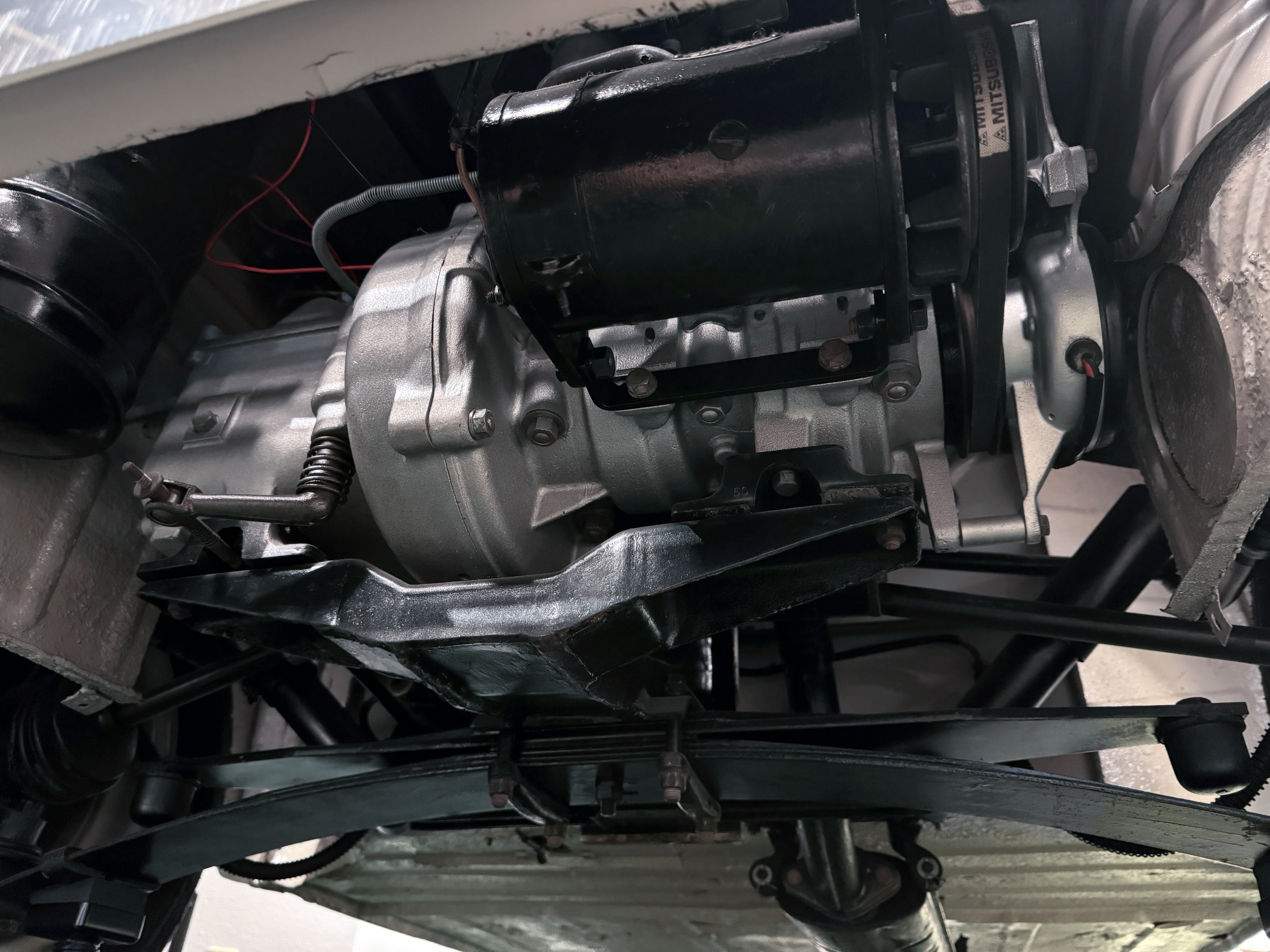
エンジン

## その後
- 1990年代に発売されたスズキの軽自動車のうち、「クラシック仕様」（例：セルボ・モードC）にはスズライトで使用された筆記体の「SUZUKI」ロゴが復刻して使われていた。
- 2002年1月発売のアルトラパンに、スズライトフロンテTL～スズライトフロンテFEAのスタイル・ディテールが生かされたといわれている。